# Lothar Rendulic
 Lothar Rendulic (23 novembre 1887 à Wiener Neustadt, Autriche-Hongrie – 18 janvier 1971 à Eferding, Autriche) était un militaire autrichien, officier croate dans l’armée austro-hongroise, puis dans l’armée autrichienne, et ensuite dans la Wehrmacht, où il atteignit le grade de Generaloberst. Au cours de la Seconde Guerre mondiale, il commanda successivement la 14e et la 52e division d'infanterie, le XXXVe corps d'armée, la 2e armée blindée, la 20. Gebirgs-Armee, et les groupes d'armée Kurland, Nord, Sud et Ostmark. Il fut décoré de la croix de chevalier de la croix de fer avec feuilles de chêne et glaives.

## De la naissance aux années 1930
Lothar Rendulic naît le 23 novembre 1887, à Wiener Neustadt et est issu d’une famille croate. Son père, Lukas Rendulic, est colonel croate dans l’armée de l’empire austro-hongrois. Après ses études secondaires, Lothar Rendulic suit des études de droit et de sciences politiques à Vienne et à Lausanne, puis entre, en 1907, à l’école de guerre de sa ville natale, la Theresianische Militärakademie. Nommé lieutenant en 1910, il est affecté au 99e régiment d’infanterie Georg I, König der Hellenen, cantonné à Vienne. C’est au sein de ce régiment qu’il participe à la Première Guerre mondiale, avant d’être muté à la 31e division d’infanterie en 1915, puis au XXIe corps d’armée en 1918.
Après la guerre, il reprend ses études de droit à l’université de Vienne et obtient son doctorat en 1920. Officier au sein de l’armée de la république autrichienne, il s’affilie, en 1932, au parti nazi autrichien, alors interdit. À partir de 1934, Rendulic entame une carrière diplomatique, comme attaché militaire en France et au Royaume-Uni. Sa carrière prometteuse tant sur le plan militaire que sur le plan diplomatique s'interrompt en 1936, lorsqu’il est mis en disponibilité, son engagement au sein du parti nazi étant considéré comme incompatible avec ses fonctions.

## La Seconde Guerre mondiale
Rendulic rejoint la Wehrmacht après l’Anschluss, en 1938. En 1940, il commande la 14e division d’infanterie ; d’octobre 1940 à 1942, il est à la tête de la 52e division, puis dirige, de 1942 à 1943, le XXXVe corps d’armée, avant d'être mis en réserve. À partir de 1943, il participe à l'émergence d'une nouvelle génération de chefs militaires au sein du commandement de la Wehrmacht : plus politiques, ces officiers sont aussi plus entreprenants, mais aussi plus engagés dans le mouvement nazi.

### Yougoslavie
De 1943 à 1944, Rendulic est le général commandant de la 2e armée blindée en Yougoslavie occupée. En 1944, sur ordre d’Adolf Hitler, il lance l'opération Rösselsprung afin de capturer le chef des partisans yougoslaves, Josip Broz Tito. Le 25 mai 1944, les parachutistes allemands prennent d’assaut le quartier général de Tito, à Drvar, à l’ouest de la Bosnie-Herzégovine, mais Tito leur échappe.

### Finlande et Norvège
De 1944 à 1945, il commande la 20e armée de montagne, remplaçant Eduard Dietl dans cette fonction, et à partir de juin 1944, l’ensemble des troupes d’occupation en Finlande et en Norvège. Après le déclenchement de la Guerre de Laponie, il ordonne la destruction de la ville finlandaise de Rovaniemi, à la suite de la conclusion d’une paix séparée entre la Finlande et l’Union soviétique. Lors de la retraite allemande du nord de la Norvège, il mène une politique de terre brûlée, ne laissant aucun immeuble intact et abandonnant la population sans vivres ni approvisionnement.

### Le front de l'Est
En 1945, Rendulic est le commandant en chef du groupe d’armées Courlande (Heeresgruppe Kurland), encerclé dans la poche du même nom. Peu après, il commande brièvement le Groupe d'armées Nord, avant de reprendre la tête du groupe d'armées Courlande, qui combat en Lettonie. Il termine la guerre en dirigeant le Groupe d'armées Sud, renommé groupe d'armées Ostmark, qui se bat en Autriche et en Tchécoslovaquie. Lors de l’offensive alliée sur Prague, Rendulic se rend aux troupes américaines le 7 mai 1945.

## L'après-guerre
Après sa capture, Rendulic est emprisonné et traduit devant le tribunal de Nüremberg, lors du procès des otages, en raison de représailles infligées aux populations civiles en Yougoslavie et des crimes de guerre commis durant la guerre de Laponie. Le 19 février 1948, il est jugé coupable et condamné à vingt ans de prison, peine réduite à 10 ans d’emprisonnement ; il est libéré le 1er février 1951.
Rendulic entame ensuite une carrière d’écrivain et s’implique dans la politique locale de Seewalchen am Attersee, dans la région de Salzkammergut en Autriche. Il meurt à Eferding, le 18 janvier 1971.

## Promotions militaires[2]
| k.u.k Leutnant              | 8 août 1910       |                                                                                  |
| k.u.k Oberleutnant          | 8 avril 1914      |                                                                                  |
| k.u.k Hauptmann             | 1er mai 1917      |                                                                                  |
| Major (Bundesheer)          | 1925              |                                                                                  |
| Oberstleutnant (Bundesheer) | 1929              |                                                                                  |
| Oberst (Bundesheer)         | 1er juin 1935     | Il commande une brigade motorisée de chasseur en Autriche (Jäger-Brigade (mot.)) |
| Retraite                    | 1er février 1936  | Il est mis à la retraite                                                         |
| Oberst (Wehrmacht)          | 16 mars 1938      | Il reprend du service après l’Anschluss dans la Wehrmacht                        |
| Chef d'état-major           | 1er avril 1938    | Chef de l'état-major du XVII. Armee-Korps                                        |
| Generalmajor                | 1er décembre 1939 |                                                                                  |
| Generalleutnant             | 1er décembre 1942 |                                                                                  |
| General der Infanterie      | 1er décembre 1942 |                                                                                  |
| Generaloberst               | 1er avril 1944    |                                                                                  |

## Décorations
- Insigne des blessés (Autriche-Hongrie)
  - avec 1 chevron
- Croix des Troupes de Charles 3e classe avec décoration de guerre et glaives
- Ordre de la Couronne de fer
- Médaille du Mérite militaire (Autriche-Hongrie) avec ruban de la médaille de bravoure avec glaives
- Croix du Mérite militaire (Autriche-Hongrie) avec ruban de la médaille de bravoure avec glaives
- Croix d'honneur des combattants 1914-1918
- Croix de fer (1939)
  - 2e classe
  - 1re classe
- Médaille du Front de l'Est (1942)
- Insigne des blessés (Allemagne)
  - en Noir
- Symbole d'or du Parti nazi (1944)
- Croix allemande en or (1941)
- Croix de chevalier de la croix de fer avec feuilles de chêne et glaives
  - Croix de chevalier le 6 mars 1942 en tant que Generalleutnant  et commandant du 52. Infanterie-Division
  - 271e feuilles de chêne le 15 août 1943 en tant que General der Infanterie et commandant général du XXXV. Armeekorps
  - 122e glaives le 18 janvier 1945 en tant que Generaloberst et commandant en chef de la 20. Gebirgsarmee
- Bande de bras Kurland
- Plaque de bras Lappland
- Mentionné 4 fois dans le bulletin quotidien radiophonique de l'Armée : le Wehrmachtbericht